# Johann Michael Ekling
Johann Michael Ekling (häufig auch Eckling) (* 8. August 1795 in Wien; † 30. März 1876 in Wien) war ein österreichischer Mechaniker, Konstrukteur und Erfinder wissenschaftlicher Apparate und Instrumente.

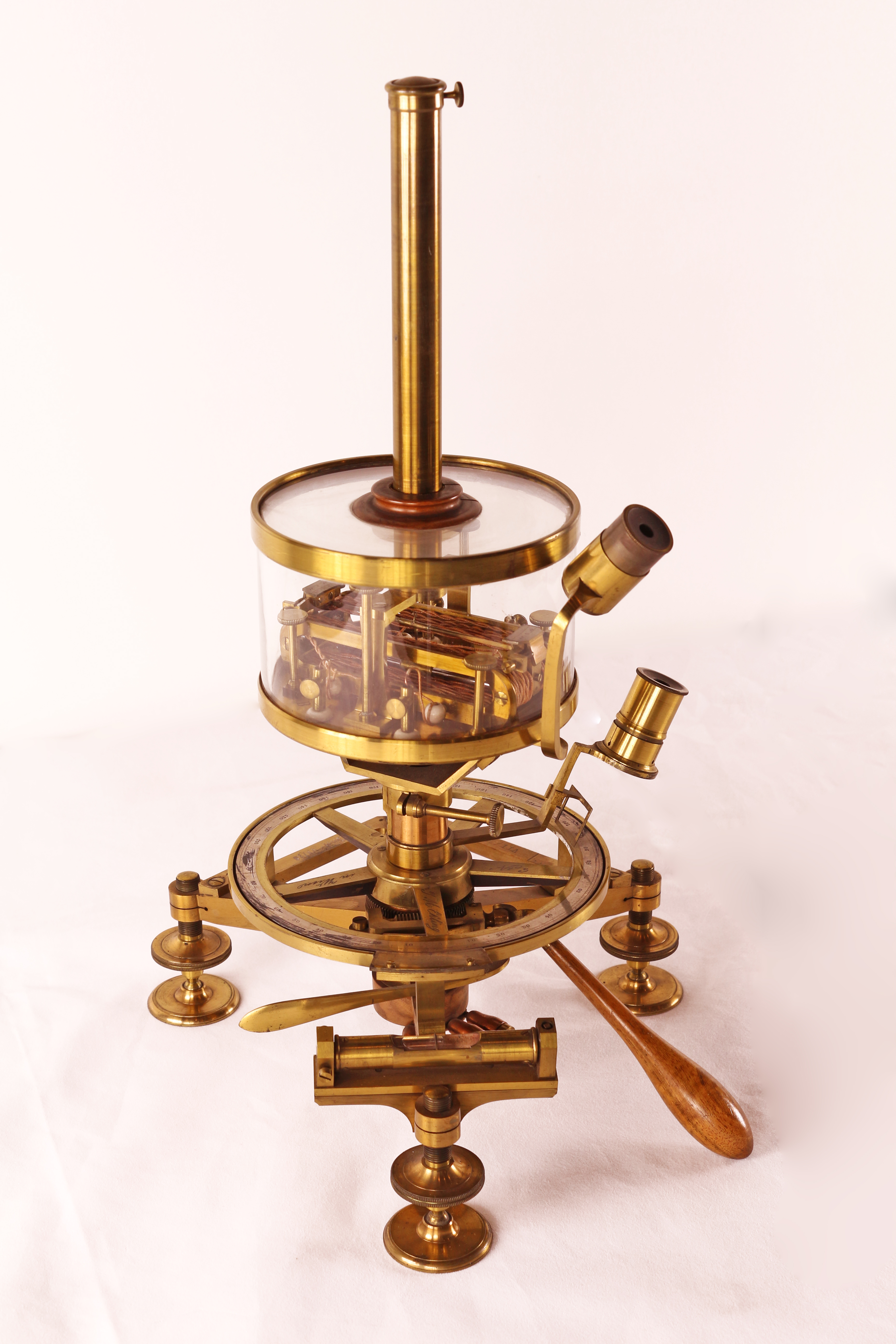
Multiplikator nach Nobili (Galvanometer mit Doppelnadel), Ekling, Wien 1834, Gerät Nr. 3

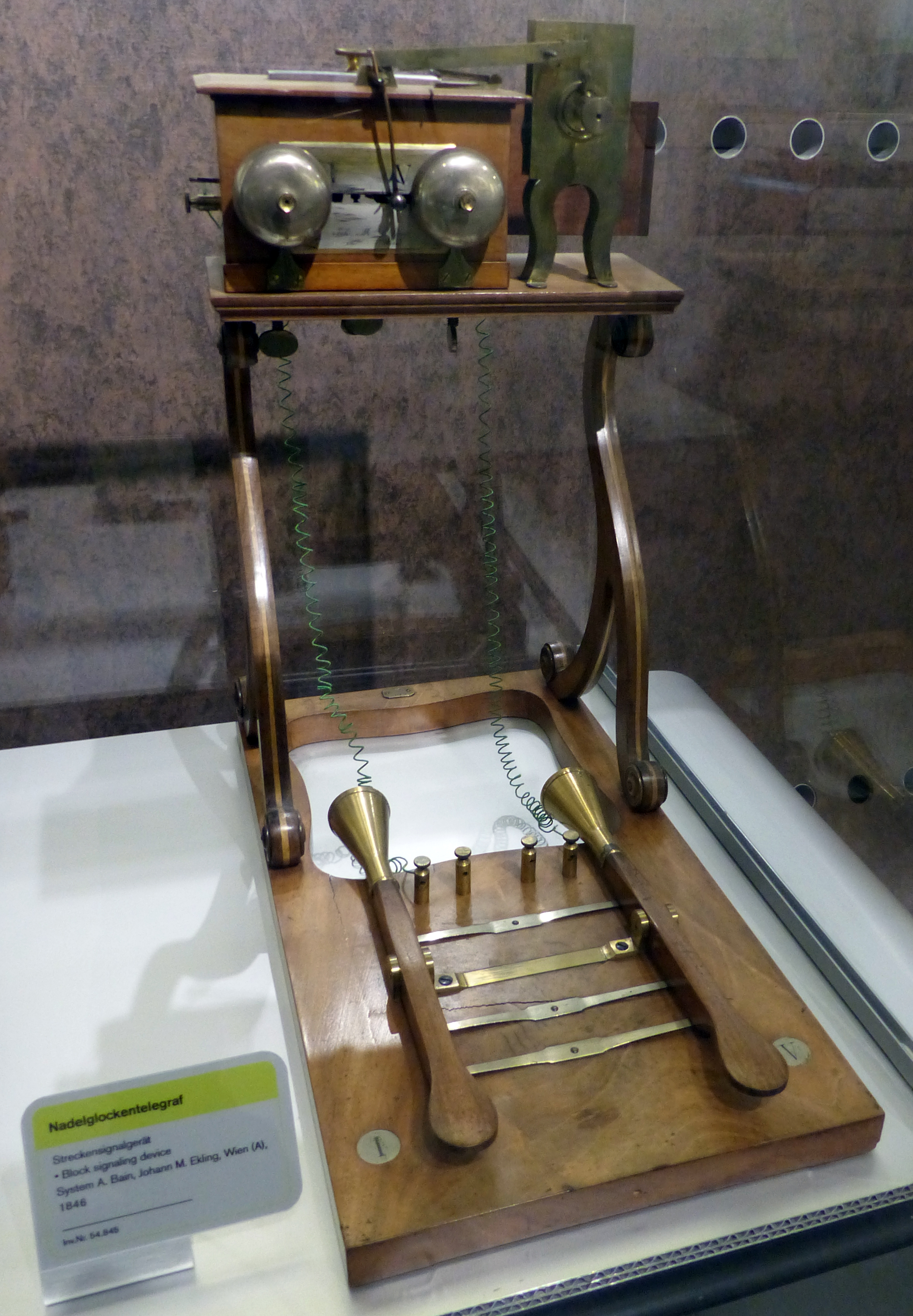
Nadelglockentelegraf von Ekling, Wien 1846, Technisches Museum Wien

## Leben
Johann Michael Ekling wurde nach dem Tod seines Vaters, des „Batalionschyrurgus“ Joseph Ekling, geboren. Seine Mutter war Anna Maria Euphrosina Ekling, geb. Spitzbarth. Am 6. Juli 1828 heiratete er Theresia Schwarz, mit der er fünf Söhne und eine Tochter hatte. In den folgenden Jahren arbeitete er eng mit den Wiener Physik- und Mathematik-Professoren Andreas von Baumgartner und Andreas von Ettingshausen zusammen. So stellte er im Auftrag Baumgartners künstliche Magnete her oder baute nach Instruktionen Ettingshausens, der mit Daguerre bekannt war, einen der ersten photographischen Apparate in Österreich. Anlässlich des ersten Naturforschertages in Wien am 18. September 1832 demonstriert er das von ihm verfertigte Reflexions-Goniometer. 1844 wird er in einem wissenschaftlichen Artikel als "Universitäts-Mechaniker" bezeichnet. In einer Anzeige anlässlich einer Industrieausstellung heißt es über Ekling: "verfertigt alle Sorten mathematischer und physikalischer Instrumente und Apparate, Luftpumpen mit gläsernen Stiefeln, Reise-Barometer, Goniometer, chemische und mineralogische Apparate". Sein Multiplikator (siehe Abbildung) wurde unter anderem für die Untersuchung der Leitfähigkeit von Thermalwasser eingesetzt und dabei für seine Messempfindlichkeit gepriesen. Ekling erhielt Privilegien (Patente) für Induktionsapparate und Photoapparate sowie Verbesserungen des Bainschen Telegraphen für die österreichischen Eisenbahnen. Eklings letzte Erfindung war ein "Galvanischer Inductions-Apparat für Heilzwecke".

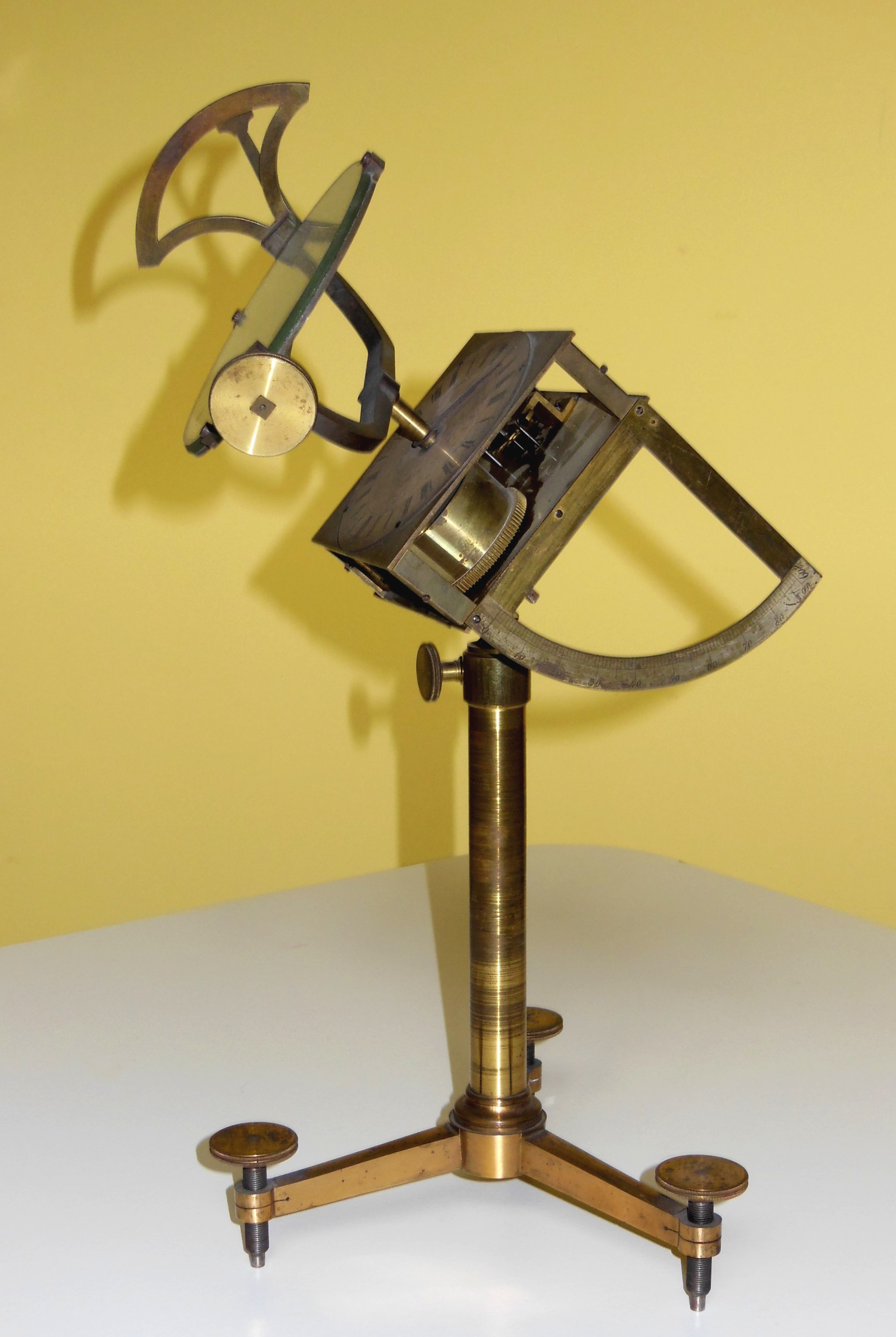
Heliostat mit Uhrwerk von Ekling (ca. 1850)

Seinen Ruf als Instrumentenbauer dokumentiert das Gesetzblatt für das Land Österreich vom Jahr 1850: "[Der] empfehlenswertheste Mechaniker von Wien, ja der für die feineren optischen Apparate allein zu empfehlende, ist Eckling." Zu diesen Geräten zählen Heliostate sowie Interferenz- und Beugungsapparate. Junge Mechaniker aus Deutschland wie Rudolph Carl Adolph Dolberg (1817–1863) und Adolph Hermann Friederich Petri (1819–1895) gingen bei Ekling in die Lehre. Auch der spätere Telegraphen-, Telephon- und Wassermesser-Fabrikant Johann Leopolder (1826–1902) lernte ab 1841 bei Ekling und war, bis er sich im Jahr 1850 selbständig machte, sein Werkführer.
Nach dem Tod seiner Frau im Jahr 1854 scheint Ekling seine Werkstätten in der Erdbergstraße aufgegeben zu haben. Zunächst vermietete er ab 1855 an die Erzieh-Anstalt des Schulrats Hermann, 1860 verkaufte er schließlich das Haus an Rudolf Ditmars expandierende Lampenfabrik. Am 30. März 1876 starb er als Privatier in der Viaductgasse 36.
Geräte Eklings finden sich in verschiedenen physikalischen Sammlungen in Deutschland (Augsburg und München), Italien, Österreich (Innsbruck, Sternwarte Kremsmünster, Linz und Wien), Tschechien und den USA (Kenyon College, OH).